# Aleksandar Rašić
Aleksandar Rašić (Srp. ćirilica: Александар Рашић, Šabac, 16. ožujka 1984.) je srbijanski profesionalni košarkaš. Igra na pozicijama razigravača i bek šutera.

## Karijera
U karijeri je nastupao za srpski Borac, FMP, turski Efes Pilsen, moskovski Dinamo i njemačku ALBU iz Berlina. 
Sa Železnikom je dva puta osvojio Kup Radivoja Koraća, 2005. i 2007. godine i Jadransku ligu 2004. Bio je član juniorske reprezentacije Srbije na EP 2004. godine. U ožujku 2007. prelazi u turski Efes Pilsen, nakon odlaska Amerikanca Horacea Jenkinsa u izraelski Hapoel Jeruzalem. S Efesom je osvojio Kup Turske. Bio je na pripremama srpske reprezentacije za Europsko prvenstvo 2007. u Španjolskoj, ali je izbornik Zoran Slavnić odlučio da on i Mile Ilić ne putuju na prvenstvo.
U ljetnom prijelaznom roku 2007. prelazi u Dinamo iz Moskve, a u studenome odlazi na posudbu u njemačku ALBU iz Berlina. U ULEB kupu je ukupno odigrao 9 utakmica, i prosječno je za 15 minuta provedenih na parketu postizao 4,9 poena, 1,6 skoko i 1 asistenciju, dok je u njemačkoj ligi prosječno postizao 4,17 poena za 12 minuta provedenih na parketu.  S Partizanom je osvojio Kup Radivoja Koraća 2009. godine.

## Vanjske poveznice
- Profil na NLB.com